# 河東町

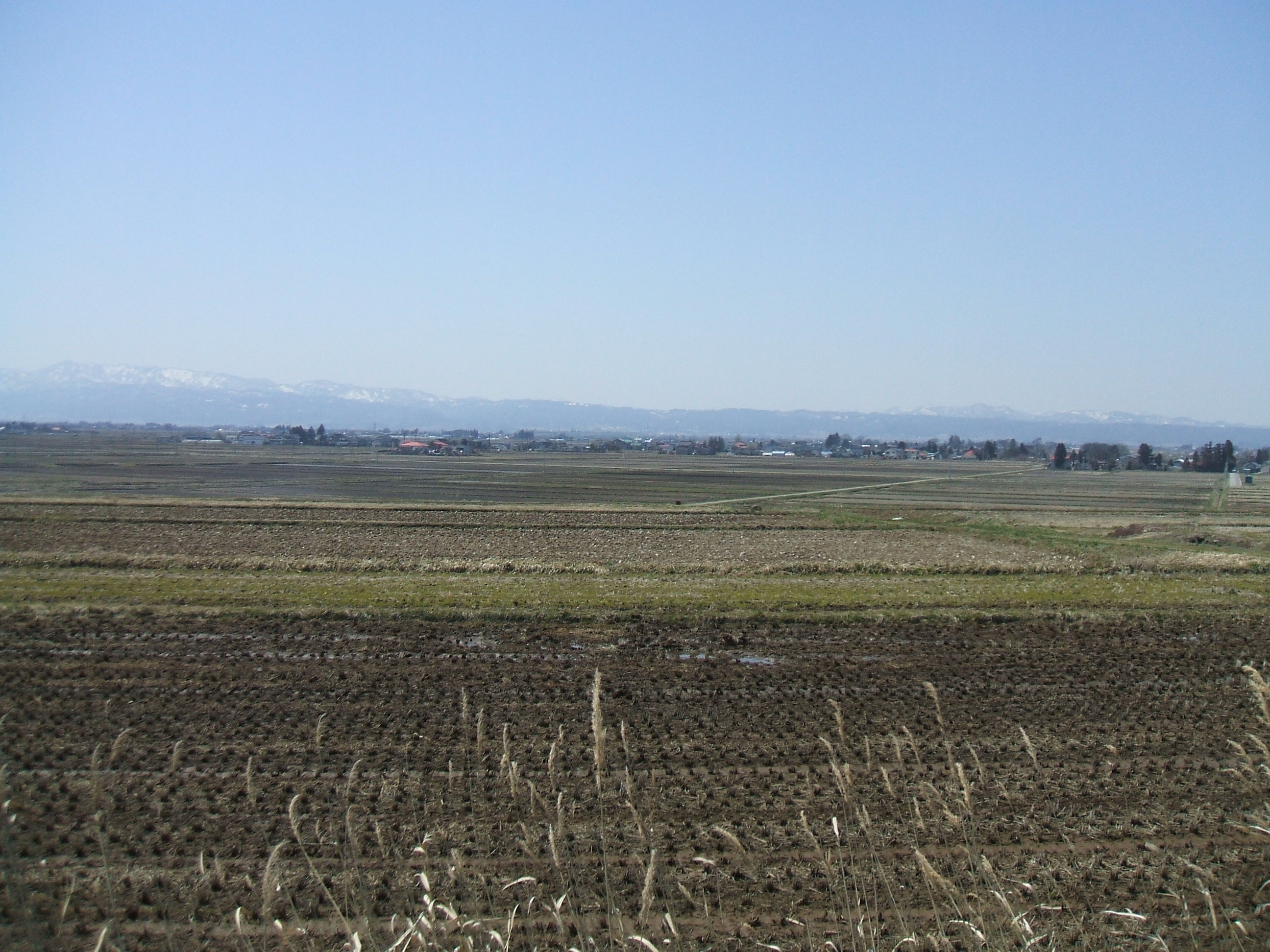
会津若松市河東町熊野堂付近、農地が広がる

河東町（かわひがしまち）は、福島県河沼郡にあった町である。
2005年11月1日に会津若松市に編入され廃止された。本項目では現在の会津若松市河東町についても記す。

## 概要
堂島駅などがあり、かつて町役場のあった郡山地区、広田駅などがある広田地区など町域の西部は会津盆地の中に位置しており、水田、住宅地などが広がっている。磐越自動車道磐梯河東インターチェンジなどが存在する八田地区など町域東部の地域は山林などが広がる。町域の北部を日橋川が流れる。
前述のように磐越自動車道が経由しており、耶麻郡磐梯町との境界近くの町域北部に磐梯河東インターチェンジがある。また、国道49号（越後街道）、国道121号（米沢街道）のほか、福島県道33号会津坂下河東線、福島県道64号会津若松裏磐梯線、福島県道69号北山会津若松線などが経由している。加えて、東日本旅客鉄道磐越西線が経由しており、東長原駅、広田駅、堂島駅がある。磐越西線は広田駅と堂島駅の間で会津若松駅を経由し同駅でスイッチバックをするため、町域東部では北東方から南方へ、町域西部では南方から北方へ向かって通っている。

## 地理
- 山 ：七曲山、甘石山、御殿山、膳棚山
- 河川：日橋川（堂島川）、溷川
- 湖沼：鍋沼

## 歴史

### 沿革
- 1889年（明治22年）4月1日 町村制施行により日橋村、堂島村が誕生。
- 1957年（昭和32年）4月1日 日橋村、堂島村が合併し河東村が発足。
- 1978年（昭和53年）4月1日 町制施行により河東町となる。
- 2005年（平成17年）11月1日 会津若松市に編入。

## 教育
小学校
会津若松市立河東学園小学校
中学校
会津若松市立河東学園中学校

## 名所、旧跡、観光地、祭事、催事

### 名所、観光地
- 會津藩校日新館
- 会津村
- 強清水
- 皆鶴姫の碑
- 八葉寺

### 交通
- JR東日本磐越西線 : 東長原駅 - 広田駅 - （会津若松駅、会津若松市市街地） - 堂島駅

### 祭事
- 空也念仏踊り

### 食べ物
- そば

## 主要地区
主要地区の現況を述べる。

### 郡山
河東町西部の地区。かつて河東町の町役場があった。現在は会津若松市の市役所支所がある。周辺は農地などが広がるほか、国道121号（米沢街道）、福島県道33号会津坂下河東線、福島県道69号北山会津若松線などが通る。また、地区の西部を磐越西線が通っており、地区内に堂島駅がある。地区内と周辺には、郡山、金道、新屋敷、沢目、本宮、西原などの集落がある。

### 広田
河東町南部の地区。地区内を磐越西線が通っており、広田駅がある。また、広田駅西側には三菱製鋼の工場がある。そのほか、地区内には農地や住宅地などが広がり、会津若松市立河東学園中学校がある。加えて、地区内を南北に福島県道69号北山会津若松線が通るほか、地区北側から広田駅までの福島県道327号広田停車場線がある。地区内と周辺には、広田、堤、東、横掘、六丁、塩新、田中原などの集落、住宅地がある。六丁地区には江戸時代に六丁原代官所が置かれており、現在の会津若松市一箕町や河東町を含む周辺地域の行政を司る重要な拠点であった。

### 倉橋
河東町南部の地区。地区内には農地などが広がり、福島県道69号北山会津若松線、磐越西線が地区を南北に縦貫するように通っているほか、南側を溷川が流れており、地区南側で支流の不動川、金山川がそれぞれ合流している。また、皆鶴姫の碑と呼ばれる碑がある。地区内と周辺には、倉道、藤倉、槻ノ木、難波などの集落がある。

### 南高野
河東町中部の地区。地区内を磐越西線が通るほか、福島県道33号会津坂下河東線が東西を横断するように通過している。福島県道33号会津坂下河東線は地区の東部に国道49号（滝沢バイパス）との交差点（高塚団地入口交差点）があり、終点となっている。地区内には農地などが広がっているほか、会津若松市立河東学園小学校がある。また、地区内とその周辺には、高塚団地、葉山団地の団地のほか、南高野などの集落がある。

### 熊野堂
河東町中部の地区。地区内を福島県道69号北山会津若松線が南北に縦断するように通る。地区内には農地などが広がる。また、かつて地区には熊野神社から勧請鎮座がされたが、その後に移され、現在は喜多方市に新宮熊野神社がある。地区内とその周辺には、熊野堂、仏山、山ノ神などの集落がある。

### 大田原
河東町中部の地区。地区内には農地などが広がるほか、地区内を福島県道69号が縦断するように通っており、南側は熊野堂地区に接している。地区内とその周辺には、大和田、町和田、鴨田、柏原、堂島などの集落がある。また、地区の北東側には日橋川が流れる。

### 岡田
河東町北部の地区。福島県道69号北山会津若松線が南北に縦貫するように通っており、地区内には農地などが広がる。また、地区東部を日橋川が流れている。地区内とその周辺には、岡田、岡谷地などの集落がある。

### 福島
河東町北部の地区。地区西部を国道121号、磐越西線が南北に通るほか、地区東部では福島県道69号北山会津若松線も通る。地区内には農地などが広がり、地区の北側を日橋川が流れている。地区内とその周辺には、福島、西屋敷、大曲などの集落がある。

### 代田
河東町西部の地区。地区内を国道121号が南北に縦断するように通る。また、磐越西線も地区内を南北に通っている。地区内には農地などが広がるほか、地区の南側を溷川が通る。また、後述の谷沢地区には代田まんじゅうと呼ばれる菓子を販売する店舗がある。地区内とその周辺には、代田、北畑、大坪の集落がある。

### 谷沢
河東町西部の地区。地区内を国道121号、磐越西線が南北に縦断するように通るほか、地区内には水田などの農地が広がる。また、地区の西側を溷川が通っており、溷川付近を境界として、河沼郡湯川村に接する。地区内とその周辺には、高畑、京手、十文字などの集落がある。

### 東長原
河東町北部の地区。地区北部などで磐越西線が通っており、東長原駅がある。東長原駅近くには昭和電工の事業所がある。また、地区の東側を日橋川が流れており、日橋川発電所がある。加えて、地区内を福島県道337号喜多方河東線が通っている。地区内とその周辺には、長谷地、一本木、空也原、原田、東高野などの集落がある。

### 広野
河東町北部の地区。地区東部を磐越西線が通っているほか、地区の北側を日橋川が流れている。地区内には八葉寺があり、毎年8月に行われる冬木沢詣りの習俗は国の選択無形民俗文化財になっている。地区内とその周辺には、冬木沢、割石、茶臼森、北高野などの集落がある。

### 金田
河東町南部の地区。地区を南北に縦貫するように国道49号が通っているほか、地区西側を福島県道69号北山会津若松線や磐越西線、地区東部を磐越自動車道が通る。地区内には西部を中心に農地などが広がる。地区内とその周辺には、塩庭、林分、駒板、駒板新田、古川分、界野などの集落がある。

### 浅山
河東町中部の地区。地区内を北東から南方向へ国道49号が通るほか、地区内には農地などが広がる。また、地区東部には観光施設、「やすらぎの郷 会津村」がある。地区内とその周辺には、浅野、中林、浅野新田、北山などの集落がある。

### 八田
河東町東部の地区。地区内を国道49号、福島県道64号会津若松裏磐梯線が通るほか、磐越自動車道も地区内を経由しており、磐梯河東インターチェンジが地区内にある。地区内には農地、山地などが広がっているほか、地区内には鍋沼がある。加えて、地区の東側から北側にかけて日橋川が流れている。地区内には、八田野、漆沢、生井、稲荷原、大林、桜石、六軒、高ノ下、日向、強清水、大野原などの集落などがある。
また、政治家の八田宗吉の出身地としても知られている。